# Kathy Horny
Katherine Horny (11 de novembro de 1969) é uma ex-jogadora de voleibol do Peru que competiu nos Jogos Olímpicos de 1988.
Em 1988, ela fez parte da equipe peruana que conquistou a medalha de prata no torneio olímpico, no qual atuou em duas partidas.